# Afrikaanse bosspitsmuis
De Afrikaanse bosspitsmuis (Myosorex varius)  is een zoogdier uit de familie van de spitsmuizen (Soricidae). De wetenschappelijke naam van de soort werd voor het eerst geldig gepubliceerd door Johannes Smuts in 1832.

## Verspreidingsgebied
De soort wordt aangetroffen in Lesotho, Zuid-Afrika en Swaziland.